# Santa Cecilia (Artemisia Gentileschi)

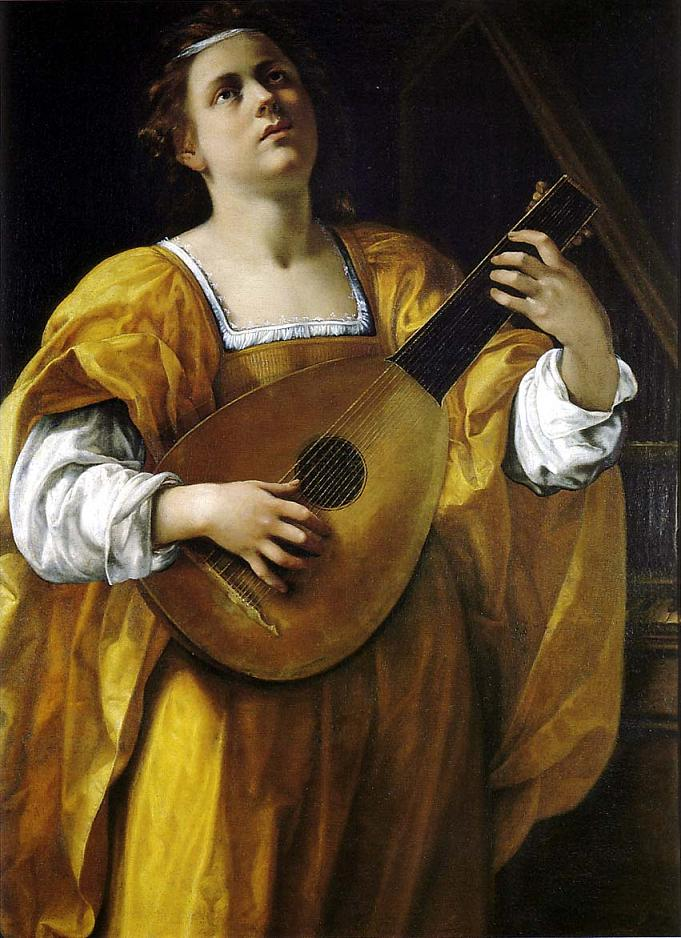
Santa Cecilia de Artemisia Gentileschi, pintado en 1620.

«Santa Cecilia» es una obra temprana de la pintora barroca Artemisia Gentileschi, descrita como «una gran excepción en la historia del arte, una pintora exitosa en una época en la que el arte estaba bajo dominio masculino».
El cuadro fue pintado hacia 1620. Muestra a la santa, patrona de la música, tocando un laúd, detrás de un órgano, un atributo de dicha figura religiosa. Actualmente se encuentra en la Galleria Spada de Roma; pertenece a la colección Spada desde el siglo XVII.